# جائحة فيروس كورونا في ساموا الأمريكية 2020
تعد جائحة كوفيد-19 في ساموا الأمريكية جزءًا من جائحة فيروس كورونا العالمية الناجمة عن فيروس كورونا 2 المرتبط بالمتلازمة التنفسية الحادة الشديدة (سارس كوف 2). تم تأكيد أول إصابة بمرض فيروس كورونا في 9 نوفمبر 2020.

## خلفية
في 12 يناير 2020، أكدت منظمة الصحة العالمية عن ظهور فيروس كورونا المستجد كسبب للمرض التنفسي الذي أصاب مجموعة من الأشخاص في مدينة ووهان، مقاطعة خوبي، الصين، إذ أُبلغ عنهم إلى منظمة الصحة العالمية في 31 ديسمبر 2019. كانت نسبة الوفيات بين الحالات المُشخصة بكوفيد-19 أقل بكثير من جائحة فيروس سارس في عام 2003، لكن انتقال العدوى كان أكبر، والوفيات أيضًا.

## الخط الزمني

### مارس 2020
في 6 مارس، فرضت حكومة ساموا الأمريكية قيودًا جديدة على الدخول بما في ذلك تقييد عدد الرحلات ومطالبة المسافرين من هاواي بقضاء 14 يومًا في هاواي والحصول على تصريح صحي من السلطات الصحية. وفي 11 مارس، تم تشكيل فريق عمل حكومي للتعامل مع الفيروس وتم وضع إجراءات الحجر الصحي للزوار القادمين. في 14 مارس، طُلب من نصف الركاب البالغ عددهم 210 القادمين على متن رحلة خطوط هاواي الجوية أن يقوموا بالحجر الصحي الذاتي في المنزل. في 16 مارس، بعد رحلة إلى الولايات المتحدة، عزل الحاكم لولو ماتالاسي نفسه كإجراء احترازي.
في 26 مارس، أقر المساعد التنفيذي لحاكم ساموا الأمريكية ورئيس فرقة العمل المكلفة بالتعامل مع جائحة كوفيد-19 في الإقليم، بأن الإقليم ليس لديه مرافق لإختبار عينات من فيروس كوفيد-19، واضطر إلى الإعتماد على مرافق الإختبار في أتلانتا، عاصمة ولاية جورجيا الأمريكية.

### أبريل 2020
في 19 أبريل، أعلن رئيس الولايات المتحدة دونالد ترامب وجود كارثة في ساموا الأمريكية، استجابة لطلب المساعدة من الحاكم لولو ماتالاسي في 13 أبريل. وهذا الإعلان يجعل الإقليم مؤهلاً للحصول على المساعدة الفيدرالية لمكافحة انتشار فيروس كورونا. . قامت الوكالة الفيدرالية لإدارة الطوارئ الأمريكية بتعيين مدير منطقتها التاسعة روبرت فينتون جونيور بصفته المسؤول المنسق لأي عمليات إنعاش فيدرالية في ساموا الأمريكية.

### مايو 2020
في 6 مايو، لم يتم الإبلاغ عن أي حالة.

### نوفمبر 2020
في 9 نوفمبر، أبلغت ساموا الأمريكية عن الحالات الثلاث الأولى لديها، وهم أفراد طاقم على متن سفينة الحاويات فيسكو أسكولد. في 18 نوفمبر، توصلت وزارة الصحة وإدارة الموانئ وأصحاب سفينة الحاويات إلى اتفاق للسماح لعمال الشحن والتفريغ المحليين بتفريغ وتحميل الحاويات من سفينة الحاويات. ووفقا لراديو نيوزيلندا، كان من المقرر أن تغادر السفينة فيسكو أسكولد ساموا الأمريكية في 19 نوفمبر.

### ديسمبر 2020
في 21 ديسمبر، بدأت ساموا الأمريكية حملة التطعيم ضد كوفيد-19 من خلال تطعيم العاملين الصحيين والمستجيبين الأوائل بلقاح فايزر. في نفس اليوم، تم الإبلاغ عن حالة أخرى حيث ثبتت إصابة أحد أفراد الطاقم على متن سفينة الحاويات كورال آيلاندر.

### مارس 2021
بحلول 6 مارس 2021، تم تقديم ما يقرب من 24000 لقاح ضد فيروس كورونا في الإقليم. وفقًا للدكتور جون توفا، مسؤول وزارة الصحة، فإن هذا يصل إلى حوالي 42% من السكان المؤهلين في ساموا الأمريكية.

### أبريل 2021
في 18 أبريل 2021، أعلن الحاكم ليمانو بيليتي عن حالة إيجابية في الحجر الصحي لرجل عاد من هاواي.

### أغسطس 2021
في 13 أغسطس 2021، جعلت حكومة ساموا الأمريكية التطعيم ضد كوفيد-19 إلزاميًا للدخول إلى الإقليم بمجرد أن أصدرت إدارة الغذاء والدواء الموافقة الكاملة على لقاح فايزر.

### سبتمبر 2021
في 18 سبتمبر، تم العثور على الحالة السادسة بين مجموعة من المسافرين الذين كانوا يخضعون للحجر الصحي في الفندق الذي يقيمون فيه. وكان الشخص المصاب تم تطعيمه بالكامل وعاد من رحلة قام بها إلى هاواي والولايات المتحدة القارية (البر الرئيسي للولايات المتحدة) على متن أول رحلة تجارية بين هونولولو وبيج باجو بعد استئناف الرحلات. وتم نقله إلى مرفق آخر للعزل، وتم تعليق الرحلات إلى الجزيرة حتى إشعار آخر.

### أكتوبر 2021
في 2 أكتوبر، تم الإبلاغ عن حالتين إضافيتين، تم تطعيمهم بالكامل من قبل، وهم في الحجر الصحي بعد عودتهم على متن رحلة جوية من هونولولو في 27 سبتمبر. تم عزل المرضى وثلاثة من الأشخاص الذين كانوا على اتصال وثيق بهم.

### ديسمبر 2021
في أواخر ديسمبر 2021، تم الإبلاغ عن اكتشاف 11 حالة وافدة في الجزيرة، دون أي حالات عدوى محلية.

### يناير 2022
تم اكتشاف ست حالات جديدة في 13 يناير 2022 على متن رحلة تابعة لخطوط هاواي الجوية. وحتى 31 يناير 2022، تم تسجيل 18 حالة وافدة ولم يتم تشخيص أي حالة محلية.